# 特鲁瓦方丹拉拜
特鲁瓦方丹拉拜（法語：Trois-Fontaines-l'Abbaye，法語發音：[tʁwa fɔ̃tɛn labei]）是法国马恩省的一个市镇，属于维特里勒弗朗索瓦区。

## 地名
“特鲁瓦方丹拉拜”（Trois-Fontaines-l'Abbaye）一名中“特鲁瓦”（Trois）意为“三”，“方丹”（Fontaines）意为“泉”，“拉拜”（l'Abbaye）意为“修道院”。

## 地理
特鲁瓦方丹拉拜（48°43'4"N, 4°56'58"E）面积43.71 平方千米，位于法国大東部大區马恩省，该省份为法国东北部内陆省份，北起阿登省，西北接埃纳省，西南接塞纳-马恩省，南至奥布省，东南接上马恩省，东临默兹省。
与特鲁瓦方丹拉拜接壤的市镇（或旧市镇、城区）包括：舍米农、聖迪濟耶、维利耶昂略、博东维利耶、索河畔伯雷、利勒昂里戈、莫吕勒蒙图瓦、圣厄利安、圣弗兰、罗贝尔埃斯帕尼、尚斯奈。
特鲁瓦方丹拉拜的时区为UTC+01:00、UTC+02:00（夏令时）。

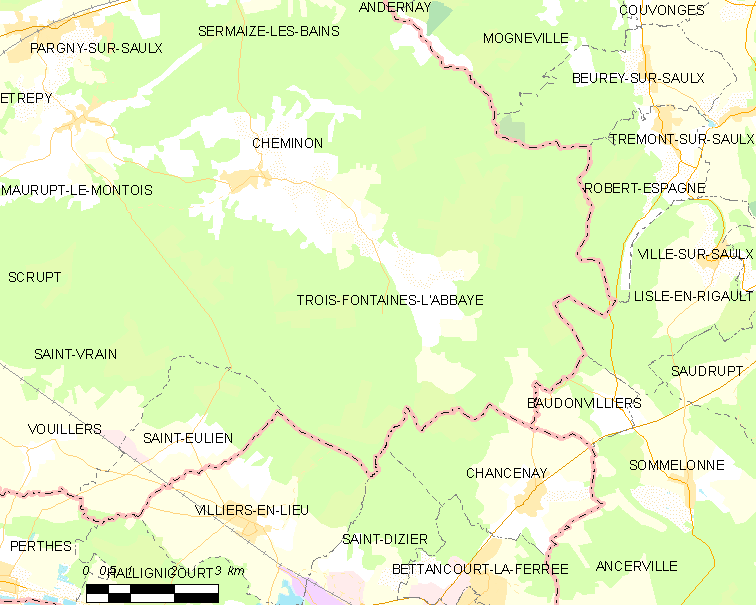
特鲁瓦方丹拉拜的OSM定位图

## 行政
特鲁瓦方丹拉拜的邮政编码为51340，INSEE市镇编码为51583。

## 政治
特鲁瓦方丹拉拜所属的省级选区为塞迈兹莱班县。

## 人口

1962-2008年间特鲁瓦方丹拉拜人口变化图示

特鲁瓦方丹拉拜于2022年1月1日时的人口数量为195人。